# Asesinato de Karina Vetrano
Karina Anne Vetrano (12 de julio de 1986 - 2 de agosto de 2016) fue una mujer estadounidense de 30 años que fue atacada, violada y asesinada cuando corría en el Spring Creek Park del barrio de Howard Beach de Queens (ciudad de Nueva York).  
El caso recibió atención nacional por parte de los medios de comunicación por no haberse resuelto durante casi seis meses. Se arrestó a un sospechoso, Chanel Lewis, al que se condenó por el asesinato en febrero de 2017 debido a las pruebas de ADN existentes. El juicio de Lewis empezó el 5 de noviembre de 2018 y acabó siendo invalidado el 21 de noviembre de 2018. Un nuevo juicio tuvo lugar en marzo de 2019. El 1 de abril de 2019 se declaró a Lewis culpable de tres cargos de asesinato y de un cargo de abuso sexual. Fue sentenciado a cadena perpetua. Después de la sentencia, hubo una discusión sobre si la condena y castigo al afroamericano Lewis tenían o no motivos raciales.

## Contexto
Karina Anne Vetrano nació el 12 de julio de 1986 en Nueva York. Sus padres eran Philip y Cathie Vetrano. Tenía un hermano y una hermana. Su padre, bombero jubilado, fue de los primeros en responder en la zona cero durante los ataques del 11-S. Completó su educación secundaria en la Archbishop Molloy High School y se graduó de la St. John's University con un máster en logopedia. Tenía afición por la escritura: apareció en un cortometraje de 2013 inspirado en sus obras y dirigido por su amigo Petros Georgiadis. Vivía en el mismo barrio de Queens que sus padres; trabajaba en Manhattan como terapeuta del habla con niños autistas.

## Asesinato
En la tarde-noche del 2 de agosto de 2016, Vetrano estaba corriendo como era su costumbre por Spring Creek Park, relativamente cerca de su casa. Corría sola, a pesar de los temores de su padre, que normalmente la acompañaba, pero que tenía una lesión en la espalda. Se la vio por última vez con vida después de las 5 de la tarde, justo antes de que se dirigiese al parque. 
Tras no haber respondido a varias llamadas y mensajes de texto, su padre avisó a un vecino, miembro de la policía de Nueva York, y se inició una búsqueda. Alrededor de las 11 de la noche, su padre encontró su cuerpo: estaba tendido boca abajo, a unos 4 metros del camino, con las bragas y pantalones cortos colgando del muslo izquierdo y sacados del derecho y con el sujetador deportivo bajado exhibiendo su pecho. Tenía numerosos arañazos y lesiones. Se encontraron pruebas de una agresión sexual. La autopsia que se le realizó al día siguiente concluyó que fue asesinada por estrangulamiento, por lo que su muerte se declaró un homicidio. Los detectives afirmaron que Karina Vetrano posiblemente recibió un golpe con una piedra en la parte de atrás de la cabeza. Se dijo que, a continuación, Vetrano emprendió una "feroz lucha" contra el agresor, al que mordió con tal fuerza que sus dientes se partieron. Sus manos todavía apretaban hierba de cuando fue arrastrada fuera del camino tras caer al ser golpeada. El estrangulamiento fue manual y tan fuerte que su cuello presentaba una huella de mano. Se encontraron indicios del ADN de su agresor en sus uñas, su espalda y su teléfono móvil, encontrado entre la maleza a varios metros.
La policía anunció una recompensa de 10 000 dólares para quien ofreciese información que pudiese conducir al arresto del asesino.
A pesar de haberse recogido pruebas de ADN en la escena del crimen, estas no sirvieron para obtener pistas en un primer momento. Se analizaron alrededor de 600 muestras de ADN durante la investigación, sin que ninguna arrojase ningún dato. Asimismo, el Departamento de Policía de Nueva York revisó 1 700 informes de investigación y siguió alrededor de 250 pistas. 
Se arrestó a Chanel Lewis seis meses más tarde, cuando las autoridades encontraron una relación entre su ADN y el hallado en el cuerpo de la víctima.

## Investigación
El 7 de agosto, menos de una semana después del asesinato de Karina Vetrano, se encontró muerta a Vanessa Marcote, una neoyorquina de 27 años cuyo cuerpo se localizó en una calle rural de Princeton (Massachusetts). Vanessa Marcote también fue asesinada mientras corría, y muchos de los medios que dieron la noticia compararon su asesinato al de Karina Vetrano. Sin embargo, las muestras de ADN y otras pruebas indicaban que los asesinatos fueron cometidos por hombres distintos. Las muertes de ambas mujeres condujeron a debates sobre que tan seguro es para las mujeres salir a hacer ejercicio solas.
El 31 de agosto, la policía hizo público el retrato de un "sospechoso": un hombre al que se vio cerca de Spring Creek sobre la hora en la que se asesinó a Vetrano. Un trabajador vio al hombre salir de la maleza y corriendo por un camino de Belt Parkway. El 12 de septiembre, el programa de televisión Crime Watch Daily emitió una grabación doméstica en la que se veía a Vetrano corriendo en Spring Creek Park minutos antes de su asesinato. Se trata de la última grabación conocida en la que se la ve con vida.
En diciembre de 2016, el FBI y el Dpto. de Policía de Nueva York hicieron público el perfil de un sospechoso del asesinato. 

## El sospechoso
El 4 de febrero de 2017, la policía anunció que se había interrogado a un sospechoso del asesinato de Karina Vetrano y posteriormente amplió la información declarando que se arrestó e imputó un cargo de homicidio en segundo grado a Chanel R. Lewis, un residente negro de Brooklyn de 20 años.
Lewis estaba en paro y vivía con su madre, sus tres hermanas y los hijos de estas en una vivienda de clase baja en el barrio de East New York, a menos de 4,8 km de distancia del parque donde se asesinó a Vetrano. En sus declaraciones a la policía, Lewis mencionó un charco de agua embarrada que los detectives encontraron cerca del cuerpo de Vetrano. Si bien no tenía antecedentes criminales, se dijo que "odiaba a las mujeres" y que una vez le dijo al ayudante de un profesor que quería "apuñalar a todas las chicas" del colegio varios años atrás. A Lewis se le describió como alguien solitario y con problemas mentales. Estuvo bajo custodia protectora varias veces. 
Asimismo, Lewis tuvo problemas con anterioridad con la policía. Se le citó tres veces en 2013: dos veces por violar las reglas en Spring Creek Park y otra vez por orinar en público. Otro incidente más se produjo en mayo de 2016, cuando alguien llamó al 9-1-1 informando de que un sospechoso con una palanca se encontraba en los jardines traseros de varias viviendas. Un lugarteniente de la policía neoyorquina que vivió en Howard Beach también lo recordaba acechando la zona en busca de coches y llegó hasta él. 
Según los investigadores, el 2 de agosto, Lewis salió de su casa tras haber discutido con su familia. Se dirigió hacia el parque y atacó a Vetrano. Si bien se cree que fue un encuentro al azar, no se sabe con certeza si Lewis había visto a Vetrano alguna vez antes o si había planeado el ataque. 
Su madre afirmó recordar que cuando Lewis volvió a su casa esa noche, lo vio "desaliñado" y con la ropa rota. Lewis afirmó que lo atacó un grupo de hombres, a pesar de no haber pruebas de tal ataque y no haberlo denunciado a la policía. Al día siguiente, el 3 de agosto, el padre de Lewis (antiguo director de colegio) lo llevó a una sala local de emergencias para curar las heridas y los cortes que tenía en la parte superior del cuerpo. Los informes del hospital confirmaron que los médicos trataron a Lewis el día después del asesinato y que también tenía una herida en la mano. La familia de Lewis continuó negando que hubiese cometido el asesinato. Su padre declaró que no había escuchado ni leído nada sobre el asesinato de Vetrano hasta después del arresto de su hijo.

## Juicios por el asesinato
El primer juicio por el asesinato de Karina Vetrano ocurrió el 5 de noviembre de 2018:
- Lewis se declaró no culpable de los cargos de asesinato y abuso sexual. Se enfrentaba a una sentencia de 25 años en prisión o a cadena perpetua.
- El 7 de noviembre, Phil Vetrano testificó antes el juez acerca de cómo emprendió una partida de búsqueda para encontrar el cuerpo de su hija. Dos días después, los miembros del jurado vieron una grabación en la que Lewis confesaba el asesinato, vídeo que ya fue visto en una audiencia antes del juicio en 2017 en la Corte Suprema de Queens.
- El 14 de noviembre, la bióloga forense Linda Razzano testificó que había una probabilidad de uno entre seis billones de que alguien más tuviera el ADN de Lewis. Margaret Prial, quien realizó la autopsia al cuerpo de Vetrano, describió las lesiones de la víctima, incluyendo la compresión de una arteria carótida en el cuello.
- Al día siguiente, Brad Leventhal solicitó al juez Michael Aloise que se desestimasen nueve de los cargos contra Lewis. Permanecían así cuatro cargos en contra del acusado: uno por asesinato en primer grado, dos por asesinato en segundo grado y uno por abuso sexual.
- El proceso judicial acabó con el jurado indeciso por los argumentos de la defensa y las acusaciones de que las pruebas estaban contaminadas. El 21 de noviembre de 2018, un juez lo declaró inválido.

Se anunció un segundo juicio para el 22 de enero de 2019, pero la fecha se cambió a marzo de 2019:
- Durante el nuevo juicio se le imputaron a Lewis dos cargos por homicidio en segundo grado, uno por homicidio en primer grado y un cargo por abuso sexual el 1 de abril de 2019, tras cinco horas de deliberación.
- La vista para la sentencia se había fijado inicialmente para el 17 de abril.[5] Se esperaba una sentencia con la mayor condena a cadena perpetua. Sin embargo, unos días antes de la fecha para la vista, se concedió más tiempo a los abogados de Lewis, ya que estos pidieron retrasar la vista para poder acusar a varios de los miembros del jurado que condenaron a Lewis de mala conducta.
- Finalmente, Lewis fue condenado a cadena perpetua sin libertad condicional el 23 de abril de 2019.[6]

Lewis sostuvo que era inocente, al igual que algunos medios de comunicación que siguieron el caso, manteniendo la idea de un fallo por motivos raciales y la posibilidad de que las pruebas de ADN hubieran sido manipuladas.